# Acanthocinus xanthoneurus
Acanthocinus xanthoneurus là một loài bọ cánh cứng trong họ Cerambycidae.